# Білосарайська Коса
Білосара́йська Коса́ — село Мангушської селищної громади Маріупольського району Донецької області.

## Загальні відомості
Розташоване на узбережжі Азовського моря на території півострова Білосарайська коса. Харчова промисловість, морський курорт. Неподалік від села розташований орнітологічний заказник загальнодержавного значення «Приазовський чапельник».
Білосарайська коса знаходиться за 141 км від обласного центра Донецька. Відстань до центру громади становить близько 26 км і частково проходить автошляхом Т 0523.

## Історія
У часи Київської Русі тут стояло місто Білгород.
Перші згадки про Беорсарайке з'явилися на древніх італійських картах — вони плавали по Азовському морю. Так ось Білосарайська коса була відзначена як Palastra — це був XIII ст. Але нічого конкретного зазначено не було — чи було там поселення взагалі, або просто це географічна назва коси. Також в XIII столітті, коли тутешні місця були захоплені татаро-монголами.

### Мала Ногайська Орда
Докладніше: Боли Сарай
Син кримського хана Аділь Гірей заснував 1577 р. місто Балі-Сарай.
Останнє відоме на сьогодні повідомлення про Бали-Сараї припадає на липень 1600 року, у листі запорожців до Яна Замойського описуються «новини землі Татарській». Серед іншого там повідомляється таке: «А ще до нас дійшли відомості від полонених, що Цар Кримський пошле мурзу свого Ногайського Сабаш-мурзу, який, нібито, має від нього наказ заселити Осламгородкі та Очаків А також робити замок біля Балисарая».
Тут вони вели торгівлю з генуезькими й венеційськими купцями. Згодом торгівля затихла, й Білосарай, втративши своє значення, залишився всього лише невеликим селищем.

### Кальміуська паланка
Повторне освоєння земель тут почалося із заселенням Приазов'я греками, що прийшли із Криму.
Але на Білосарайській косі вже був невеликий козацький хутір Кальміуська паланка, звідки людей переселили, щоб греки жили окремо. Так що невелике козацьке поселення на Білосарайській косі було і до 1780 року.

## Сучасність
Зараз селище — розвинена курортна зона, куди щоліта з'їжджається багато туристів. Село простягнулося на кілька кілометрів уздовж моря, а з обох боків уздовж коси побудовано багато баз відпочинку.

## Відомі люди
Уродженець села — Герой Радянського Союзу М. І. Безух.

## Населення
За даними перепису 2001 року населення села становило 901 особу, з них 25,97 % зазначили рідною мову українську, 73,58 % — російську, 0,22 % — білоруську, 0,11 % — грецьку та вірменську мови.

## Галерея
|  |  |  |  |  |